# Гаджиев, Хабиб Пахрудинович
Мурад Хабибович Гаджиев (5 февраля 1939, Гочада, Чародинский район, Дагестанская АССР, РСФСР, СССР — 5 мая 2021) — советский и российский театральный деятель. Директор Аварского музыкально-драматического театра имени Гамзата Цадасы (1982—2009).

## Биография
В 1955 году окончил Гочадинскую семилетнюю школу, в 1958 году окончил Тлярошскую среднюю школу Чародинского района. Он хотел стать врачом, но провалился на вступительных экзаменах в институт. В 1960 году он узнал что идёт набор в Грузинский Государственный театральный институт им. Ш. Руставели, он успешно сдал вступительные экзамены и поступил в аварскую студию в тот 1960-й год с ним учились 10 парней и 6 девушек. С 1960 по 1964 годы учился в Грузинском Государственном театральном институт им. Ш. Руставели. В 1964 году окончил институт, и стал работал актером в Аварском музыкально-драматическом театре им. Г. Цадасы. С января 1966 года по состоянию здоровья ушел из театра, работал методистом культпросветработы Министерства культуры Дагестана в Махачкале. В мае 1966 года переведён в Республиканский Дом народного творчества старшим методистом по театральной самодеятельности, проработал по февраль 1968 года, затем заведующим сектором культурно-массовой работы обкома ВЛКСМ. С марта 1971 года работал заместителем заведующего отделом пропаганды и культурно-массовой работы обкома ВЛКСМ. В 1974 году Хабиб Гаджиев был назначен директором Дагестанской Государственной филармонии, в те же годы работал работал ответственным секретарем Правления хорового общества Дагестана. С января 1977 г. по сентябрь 1978 года работал заместителем директора Аварского музыкально-драматического театра им. Г. Цадасы. Учился в Высших театральных курсах в отделении руководящих и административных работников в Москве. С декабря 1979 года по июль 1982 года работал заместителем директора республиканского научно-методического центра Министерства культуры Дагестанской АССР. С 1982 года работал директором Аварского музыкально-драматического театра им. Г. Цадасы. В 2009 году вышел на пенсию, его пост занял его сын Мурад Гаджиев.

## Трудовая деятельность
- 1958-1959 — работал в колхозе «Победа» Чародинского района;
- 1959-1960 — разнорабочий в Дагрыбсбыте;
- 1960-1964 — учёба в Грузинский Государственный театральный институт им. Ш. Руставели;
- 1964-1966 — актёр в Аварском музыкально-драматическом театре имени Гамзата Цадасы
- 1966 — методист культпросветработы Министерства культуры Дагестанской АССР;
- 1966-1968 — старший методист по театральной самодеятельности в Республиканском Доме народного творчества;
- 1971-1974 — заместитель заведующего отделом пропаганды и культурно-массовой работы обкома ВЛКСМ;
- 1974-1977 — директор Дагестанской государственной филармонии;
- 1974-1977 — ответственный секретарь Правления хорового общества Дагестана;
- 1977-1979 — заместитель директора Аварского музыкально-драматического театра им. Г. Цадасы;
- 1978 — повышение квалификациина курсах руководящих работников культуры при ГИТИСе в Москве;
- 1979-1982 — заместитель директора в Республиканском Научно-методическом центре народного творчества и культпросвет работы Министерства культуры ДАССР;
- 1982-2009 — директор Аварского музыкально-драматическом театра имени Гамзата Цадасы;

## Звания и награды
- Заслуженный работник культуры Дагестана (1990);
- Заслуженный работник культуры Российской Федерации (1997).